# Sasha Montenegro
Alexandra Aćimović Popović znana jako Sasha Montenegro (ur. 20 stycznia 1946 w Bari, zm. 14 lutego 2024 w Cuernavaca) – meksykańska aktorka filmowa i telewizyjna.

## Wybrana filmografia
- 2002: Ścieżki miłości jako Catalina Valencia Vda de Fernández

## Nagrody

### Premios TVyNovelas
| Rok  | Kategoria              | Telenowela      | Wynik   |
| ---- | ---------------------- | --------------- | ------- |
| 2003 | Najlepsza antagonistka | Ścieżki miłości | Wygrana |